# Pittston (Maine)
Pittston ist eine Town im Kennebec County des Bundesstaats Maine in den Vereinigten Staaten.
Im Jahr 2020 lebten dort 2875 Einwohner in 1302 Haushalten auf einer Fläche von 86,61 km².

## Geographie
Nach dem United States Census Bureau hat Pittston eine Gesamtfläche von 86,61 km², die aus 83,32 km² Land und 3,29 km² Gewässern besteht.

### Geographische Lage
Pittston liegt im Südosten des Kennebec Countys und wird im Westen vom Kennebec River begrenzt und im Nordwesten vom Togus Stream. Im Osten und Süden grenzt das Gebiet der Town an das Lincoln County und im Südwesten an das Sagadahoc County. Der Eastern River fließt in südwestliche Richtung durch die Town. Zentral gelegen ist der größte See, der Nehumkeag Pond und im Nordosten liegt der Joys Pond. Die Oberfläche ist eher eben, die höchste Erhebung ist der 164 m hohe Beach Hill.

### Nachbargemeinden
Alle Entfernungen sind als Luftlinien zwischen den offiziellen Koordinaten der Orte aus der Volkszählung 2010 angegeben.
- Norden: Chelsea, 4,1 km
- Osten: Whitefield, Lincoln County, 9,4 km
- Süden: Dresden, Lincoln County, 5,2 km
- Südwesten: Richmond, Sagadahoc County, 14,2 km
- Westen: Gardiner, 10,0 km
- Nordwesten: Randolph, 14,1 km

### Stadtgliederung
In Pittston gibt es mehrere Siedlungsgebiete: Bailey Corner, East Pittston, North Pittston und Pittston.

### Klima
Die mittlere Durchschnittstemperatur in Pittston liegt zwischen −7,2 °C (19 °Fahrenheit) im Januar und 20,6 °C (69 °Fahrenheit) im Juli. Damit ist der Ort gegenüber dem langjährigen Mittel der USA um etwa 6 Grad kühler. Die Schneefälle zwischen Oktober und Mai liegen mit bis zu zweieinhalb Metern mehr als doppelt so hoch wie die mittlere Schneehöhe in den USA; die tägliche Sonnenscheindauer liegt am unteren Rand des Wertespektrums der USA.

## Geschichte
Pittston wurde bereits im 17. Jahrhundert besiedelt. Der erste Siedler, der sich in diesem Gebiet niedergelassen hatte, wurde 1676 von Indianern getötet und sein Haus wurde niedergebrannt. Im Jahr 1716 errichtete Noyes als Agent der Kennebec Eigentümer ein Fort in der Nähe von Nahumkeag Island, welches ebenfalls von den Indianern niedergebrannt wurde. Gegliedert wurde das Gebiet 1751 durch Captain John North und Abram Wyman. Am 4. Februar 1779 wurde das Gebiet, welches zuvor die Gardinerston Plantation bildete, als Town Pittston organisiert. Benannt wurde die Town nach William Pitt, 1. Earl of Chatham. Bis 1804 gehörte auch Gardiner und West Gardiner zum Gebiet der Town.

### Einwohnerentwicklung
| Volkszählungsergebnisse – Town of Pittston, Maine | Volkszählungsergebnisse – Town of Pittston, Maine | Volkszählungsergebnisse – Town of Pittston, Maine | Volkszählungsergebnisse – Town of Pittston, Maine | Volkszählungsergebnisse – Town of Pittston, Maine | Volkszählungsergebnisse – Town of Pittston, Maine | Volkszählungsergebnisse – Town of Pittston, Maine | Volkszählungsergebnisse – Town of Pittston, Maine | Volkszählungsergebnisse – Town of Pittston, Maine | Volkszählungsergebnisse – Town of Pittston, Maine | Volkszählungsergebnisse – Town of Pittston, Maine |
| Jahr                                              | 1700                                              | 1710                                              | 1720                                              | 1730                                              | 1740                                              | 1750                                              | 1760                                              | 1770                                              | 1780                                              | 1790                                              |
| ------------------------------------------------- | ------------------------------------------------- | ------------------------------------------------- | ------------------------------------------------- | ------------------------------------------------- | ------------------------------------------------- | ------------------------------------------------- | ------------------------------------------------- | ------------------------------------------------- | ------------------------------------------------- | ------------------------------------------------- |
| Einwohner                                         |                                                   |                                                   |                                                   |                                                   |                                                   |                                                   |                                                   |                                                   |                                                   | 704                                               |
| Jahr                                              | 1800                                              | 1810                                              | 1820                                              | 1830                                              | 1840                                              | 1850                                              | 1860                                              | 1870                                              | 1880                                              | 1890                                              |
| Einwohner                                         | 1408                                              | 1018                                              | 1337                                              | 1799                                              | 2460                                              | 2823                                              | 2619                                              | 2353                                              | 2458                                              | 1281                                              |
| Jahr                                              | 1900                                              | 1910                                              | 1920                                              | 1930                                              | 1940                                              | 1950                                              | 1960                                              | 1970                                              | 1980                                              | 1990                                              |
| Einwohner                                         | 1177                                              | 954                                               | 816                                               | 893                                               | 1114                                              | 1258                                              | 1311                                              | 1617                                              | 2267                                              | 2444                                              |
| Jahr                                              | 2000                                              | 2010                                              | 2020                                              | 2030                                              | 2040                                              | 2050                                              | 2060                                              | 2070                                              | 2080                                              | 2090                                              |
| Einwohner                                         | 2548                                              | 2666                                              | 2875                                              |                                                   |                                                   |                                                   |                                                   |                                                   |                                                   |                                                   |

## Kultur und Sehenswürdigkeiten

### Bauwerke

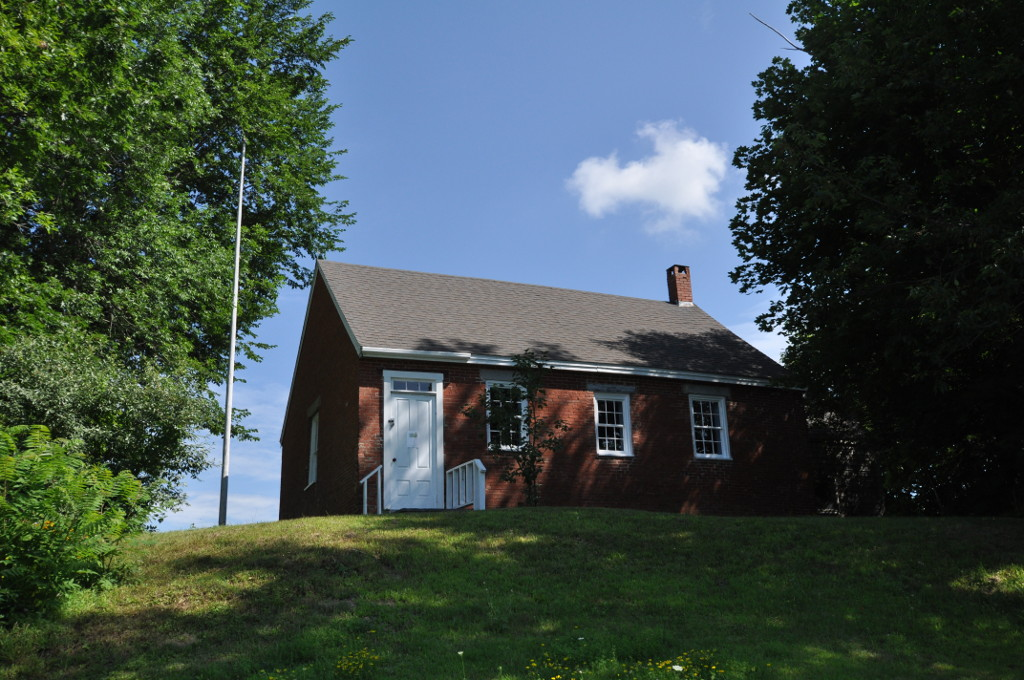
Colburn School

In Pittston wurden mehrere Gebäude unter Denkmalschutz gestellt und ins National Register of Historic Places aufgenommen.
- Das Colburn House State Historic Site 2004 unter der Register-Nr. 04000741[10]
- Die Colburn School 2001 unter der Register-Nr. 00001633[11]
- Das Moody Mansion 2006 unter der Register-Nr. 06000394[12]
- Die Pittston Congregational Church 1978 unter der Register-Nr. 78000179[13]

### Regelmäßige Veranstaltungen
In Pittston findet jährlich die Pittston Fair an der Route 194 statt. Im Jahr 2018 zum 67. Mal. Die Veranstaltung ist eine Landwirtschaftsmesse mit Unterhaltungsangebot.

## Wirtschaft und Infrastruktur

### Verkehr
Die Maine State Route 27 verläuft in nordsüdliche Richtung, parallel zum Kennebeck River, in östliche Richtung verläuft die Maine State Route 126 und in südöstliche Richtung die Maine State Route 194. Sie alle treffen sich in der Hauptsiedlung Pittston im Nordwesten des Gebietes der Town, am Zusammenfluss des Togus Stream mit dem Kennebec River.

### Öffentliche Einrichtungen
Es gibt keine medizinischen Einrichtungen oder Krankenhäuser in Pittston. Die nächstgelegenen befinden sich in Gardiner und Augusta.
In Pittston gibt es keine öffentliche Bücherei. Die nächstgelegenen befinden sich in Gardiner, Randolph und Dresden.

### Bildung
Pittston gehört zusammen mit Gardiner, Randolph und West Gardiner zum Maine School Administrative District #11.
Im Schulbezirk werden folgende Schulen angeboten:
- Gardiner Area High School mit den Schulklassen 9 bis 12, in Gardiner
- Gardiner Regional Middle School mit den Schulklassen 6 bis 8, in Gardiner
- River View Community Schoo mit den Schulklassen 3 bis 5, in Gardiner
- Laura E. Richards School mit den Schulklassen Pre-K bis 2, in Gardiner
- Helen Thompson School mit den Schulklassen Pre-K bis 5, in Gardiner
- Pittston Consolidated School mit den Schulklassen Kindergarten bis 4, in Pittston
- Teresa C. Hamlin School mit den Schulklassen Pre-K bis 5, in Randolph

## Persönlichkeiten

### Söhne und Töchter der Stadt
- Daniel T. Jewett (1807–1906), Politiker

### Persönlichkeiten, die vor Ort gewirkt haben
- Barzillai Gannett (1764–1832), Politiker